# Elezioni presidenziali in Iran del luglio 1981
Le elezioni presidenziali in Iran del luglio 1981 si sono tenute il 24 luglio. Esse hanno visto la vittoria di Mohammad Ali Rajai del Partito Islamico Repubblicano, che ha sconfitto Abbas Sheibani, che seppur indipendente era membro del Partito Islamico Repubblicano.

## Risultati
| Mohammad Ali Rajai             | Partito Islamico Repubblicano                           | 12 960 619 | 91,01 |  |  |  |  |  |
| Abbas Sheibani                 | Indipendente (membro del Partito Islamico Repubblicano) | 626 301    | 4,40  |  |  |  |  |  |
| Ali Akbar Parvaresh            | Indipendente (membro del Partito Islamico Repubblicano) | 401 035    | 2,82  |  |  |  |  |  |
| Habibollah Asgaroladi Mosalman | Indipendente (membro del Partito Islamico Repubblicano) | 252 349    | 1,77  |  |  |  |  |  |
| Totale                         | Totale                                                  | 14 240 304 | 100   |  |  |  |  |  |
|                                |                                                         |            |       |  |  |  |  |  |
| Voti non validi                | Voti non validi                                         | 402 248    | 2,75  |  |  |  |  |  |
| Votanti                        | Votanti                                                 | 14 642 552 |       |  |  |  |  |  |